# Йосипівка (Олександрійський район)
Йосипі́вка — село в Україні, у Петрівській селищній громаді Олександрійського району Кіровоградської області. Населення становить 403 осіб. Колишній центр Йосипівської сільської ради.

## Населення
Згідно з переписом УРСР 1989 року чисельність наявного населення села становила 473 особи, з яких 192 чоловіки та 281 жінка.
За переписом населення України 2001 року в селі мешкали 403 особи.

### Мова
Розподіл населення за рідною мовою за даними перепису 2001 року:
| Мова       | Відсоток |
| ---------- | -------- |
| українська | 93,80 %  |
| російська  | 5,46 %   |
| німецька   | 0,50 %   |
| білоруська | 0,25 %   |